# Ernesto Mastrángelo
Ernesto Mastrángelo (Rufino, 5 luglio 1948 – Buenos Aires, 22 luglio 2023) è stato un calciatore e allenatore di calcio argentino, di ruolo attaccante.

## Biografia
Con il Boca Juniors ha vinto 3 titoli in patria e 3 titoli internazionali, 2 Libertadores di fila e l'Intercontinentale 1977 contro i tedeschi del Borussia M'gladbach dove Mastrángelo segnò una rete in entrambe le finali.
Mastrángelo è morto nel 2023 a causa di una fibrosi polmonare.

## Palmarès

### Competizioni nazionali
- Campionato argentino: 3

Boca Juniors: Metropolitano 1976, Nacional 1976, Metropolitano 1981

### Competizioni internazionali
- Coppa Libertadores: 2

Boca Juniors: 1977, 1978
- Coppa Intercontinentale: 1

Boca Juniors: 1977